# نت‌رانر
نت‌رانر (به انگلیسی: Netrunner) یک توزیع گنو/لینوکس بر پایهٔ دبیان برای رایانه ها، لپ تاپ ها، نت بوک هاو سیستم های مبتنی بر معماری arm است. که در ۵۵ زبان توزیع میشود و مدلی متن باز است که در دو نسخه توزیع میشود: نسخه دسکتاپ برای استفاده روزمره، و نسخه هسته که کاربران میتوانند سیستم را مد نظر خود بسازند و یا روی سخت افزار های ضعیف تر اجرا کنند.

## نگاه کلی
نت رانر یک سیستم عامل دسکتاپ 64 بیتی است و از نصب کننده گرافیکی کالامارس استفاده می کند. نت رانر ۱ البدو  (اولین نسخه نت رانر) برای اولین بار در ۱۸ مارس ۲۰۱۰ منتشر شد. نت رانر بر پایه دبیان پایدار است. محیط دسکتاپ ان بر اساس دسکتاپ پلاسما توسط بنیاد KDE است. نت رانر هسته یک نسخه دسکتاپ است که تنها تعداد کمی از برنامه های ضروری را شامل می شود. نسخه هسته همچنین دارای فایل های نصبی برای پاین بوک و Odroid C1 ARM است.

## نرم افزار های پیشفرض
نصب پیشفرض نت رانر شامل نرم افزار های زیر خواهد بود:
- دسکتاپ پلاسما
- مرورگر فایرفاکس
- نرم افزار تاندربرد
- VLC
- لیبره آفیس
- گیمپ
- کریتا
- گونویو
- Kdenlive
- Inkscape
- Samba mounter (NAS setup)
- استیم
- ویرچوال باکس

## تاریخچهٔ انتشار
تاریخچهٔ انتشار نت‌رانر به شرح زیر است:
- نت‌رانر ۴٫۲ درای‌لند - ویرایش دوم (برپایهٔ اوبونتو precise، منتشرشده در: ۲۰ ژوئن ۲۰۱۲)
- نت‌رانر ۴٫۰ درای‌لند (برپایهٔ اوبونتو oneiric، منتشرشده در: ۲۹ دسامبر ۲۰۱۱)
- نت‌رانر ۳ کروماتیک (منتشرشده در: ۱۴ آوریل ۲۰۱۰)
- نت‌رانر ۲ بلک‌لایت (منتشرشده در: ۱۵ ژوئیهٔ ۲۰۱۰)
- نت‌رانر ۱ آلبدو (منتشرشده در: ۱۸ مارس ۲۰۱۰)